# Маруани, Дидье
Дидье́ Маруани́ (фр. Didier Marouani; псевдоним — Экама́, фр. Ecama; род. 14 июля 1953, Монако) — французский музыкант, композитор и клавишник, лидер группы Space. Один из пионеров электронной музыки.

## Биография
Родился 14 июля 1953 года в Монако. Стал писать музыку в 10 лет. В 17 лет начал музыкальную карьеру в качестве вокалиста под руководством Этьена Рода-Жиля. Окончил Парижскую консерваторию.
В 1976 году вместе с Роланом Романелли и Янником Топом основал группу Space, исполнявшую музыку в стиле синтипоп. Для работы в группе взял псевдоним Экама, а на концертах вместе с остальными музыкантами скрывал лицо шлемом бутафорского скафандра. То, что певец Маруани и клавишник Space — одно лицо, стало известно уже после выхода альбома. Группа много записывалась, но у неё практически не было концертов. Запланированное большое выступление на Парижской площади несколько раз срывалось, и после очередного такого случая Маруани обвинил в провале продюсера группы Жана-Филиппа Илиеско, который вёл переговоры с мэрией Парижа, и в 1980 году покинул группу.
Маруани вернулся к сольной карьере и выступал под названиями Paris-France-Transit и Didier Marouani & Space. Позже в свою электронную музыку он привнес мотивы рок-музыки. Романелли и Топ сохранили за собой название Space. Материал для нового альбома был написан Романелли, но диск, выпущенный без Маруани, не пользовался успехом. Выпустив ещё один сингл, группа развалилась в 1981 году.
Летом 1983 года Маруани посетил с серией концертов СССР, продемонстрировав лазерные шоу; концерты были выпущены на двойном альбоме Concerts en URSS. Дидье также записал два сольных альбома: Paris-France-Transit и Space Opera. Последний альбом был взят космонавтами на станцию «Мир». В 1990 году Маруани вновь получил право выступать под названием Space, и в 1992 году дал серию концертов в России и на Украине.
Маруани — автор музыки к мюзиклу Le Reve de Mai (1978), посвящённому протестам 1968 года во Франции.
В 2011 году Маруани дал концерт в Звёздном городке в честь 50-летия первого полёта человека в космос.
Имеет троих сыновей: Себастьяна, Кристофера и Рафаэля.

### Конфликт с Филиппом Киркоровым
29 ноября 2016 года российская полиция задержала в Москве Маруани и его юриста И. Трунова из-за того, что он пытался урегулировать с Филиппом Киркоровым вопрос о предполагаемом нарушении последним авторского права. Маруани выдвинул Киркорову претензии в плагиате музыкального материала песни «Жестокая любовь», которую француз со ссылкой на экспертов считал заимствованием на 41 % из своей песни Symphonic Space Dream. После длительных переписки по электронной почте и телефонных переговоров Маруани прибыл в Москву для урегулирования конфликта и совместной пресс-конференции с Киркоровым, за что, как он предполагал, должен был получить от Киркорова 1 млн евро за право на исполнение его песни. Перед встречей с Маруани Киркоров по совету своего адвоката А. Добровинского обратился в полицию, и в офисе Сбербанка был устроен «следственный эксперимент», изъятие всех документов, касающихся разбирательств с Киркоровым, вскоре после чего Маруани и Трунов были отпущены. Пранкеры Лексус и Вован (граждане Владимир Кузнецов и Алексей Столяров) взяли на себя ответственность за подделку писем и звонков от имени Киркорова на начальном этапе переговоров. Правоохранительные органы отказали Киркорову в возбуждении уголовного дела по его заявлению о «вымогательстве» со стороны Маруани, и 2 декабря он беспрепятственно покинул Россию. Вся история французским музыкантом была охарактеризована как «подстава и глупая, преступная акция». Маруани обвинил Киркорова в том, что тот «украл у других исполнителей более 30 песен», заявлено о намерении судиться с Киркоровым в США (где у того есть имущество) по поводу «неправомерного использования музыкального материала». Киркоров в интервью НТВ, не отрицая определённого сходства фрагмента мелодии, утверждал, что песня композитора Олега Попкова «Жестокая любовь» создана и записана в 1996—2000 годах, а песня Маруани Symphonic Space Dream — только в 2002 году. При этом себя Киркоров объявил только исполнителем песни, не несущим никакой юридической ответственности за оригинальность её мелодии.
30 декабря 2016 года ГСУ столичной полиции вынесено постановление об отказе в возбуждении уголовного дела о вымогательстве за отсутствием состава преступления.
18 марта 2019 года Маруани подал новый иск о защите авторских прав относительно песни «Жестокая любовь». Иск был подан в Таганский районный суд Москвы и адресован Филиппу Киркорову и композитору Олегу Попкову. Сумма иска 272 миллиона рублей. В итоге он был отклонён.

## Дискография
- 1973 год — Didier
- 1974 год — Didier Marouani
- 1979 год — Le Gagnant
- 1981 год — Seul Dans la Ville
- 1982 год — Paris-France-Transit
- 1983 год — Concerts en URSS (концертный)
- 1984 год — Années Laser
- 1984 год — Debut des Moms (переиздание Années Laser)
- 1987 год — Space Opera
- 1991 год — Space Magic Concerts (концертный)